# Нови Леон
Нови Леон (шп. Estado de Nuevo León), држава је Мексика. Налази се на северу земље. Има површину од 64.924 km² и 4.164.268 становника (податак из 2005). 
На истоку се граничи са државом Тамаулипас, са државама Закатекас и Сан Луис Потоси на југу, и државом Коауила на западу. Нови Леон има и 15 километра границе са америчком савезном државом Тексас. 
Главни и далеко најзначајнији град Новог Леона је Монтереј. Држава је формирана 1824. 